# 吉呷镇
吉呷乡，是中华人民共和国四川省甘孜藏族自治州稻城县下辖的一个乡镇级行政单位。

## 行政区划
吉呷乡下辖以下地区：
呷拉村、尼公村、吉尔同上村、巨水村和吉尔同下村。